# Bentinck
Bentinck är en ursprungligen holländsk och tysk adelssläkt, härstammande från Geldern och kan spåras tillbaka till början av 1300-talet.
Släkten utgrenades efterhand i två huvudlinjer, av vilka den äldre med Hans Willem Bentinck överflyttade till England. Den yngre oldenburgska linjen, härstammande från Hans Willem Bentincks yngre son Willhelm von Bentinck (1704-1774).

## Earl of Portland
Hans Willem Bentinck erhöll 1689 titeln earl av Portland och 1716 blev hans äldste son Henry Bentinck hertig av Portland. Hans Willem Bentincks yngste son William blev 1734 gift med en lady Margaret Cavendish Harley, varefter denna gren burit namnet Cavendish-Bentinck.

## Yngre, Oldenburgska linjen
Den yngre grenens huvudman, Wilhelm von Bentinck blev 1732 tysk riksgreve och erhöll genom gifte de oldenburgska fideikomissegendomarna. Hans söner Christian Friedrich Anton (1734-1768) och Johann Albert (1737-1775) blev huvudmän för den westfaliska respektive den andra engelska linjen. Genom Christian Friedrich Antons två söner, Wilhelm Gustav Friedrich (1762-1835) och Johann Karl (1763-1833) uppdelades den westfaliska linjen i två grenar, en äldre och en yngre. Mellan dessa två sistnämnda grenar fördes en omfattande arvstivst om vissa oldenburgska fideikommissgods, som bilades genom en förlikning 1854. 

## Grevar av av Waldeck-Limpurg
Hela den oldenburgska grenen erhöll erkännande av sin grevevärdighet i England 1886 och emottog genom arv grevevärdighten av Waldeck-Limpurg 1888.

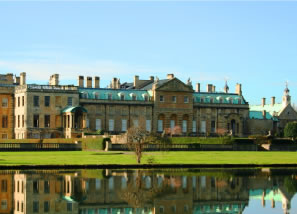
Welbeck Abbey
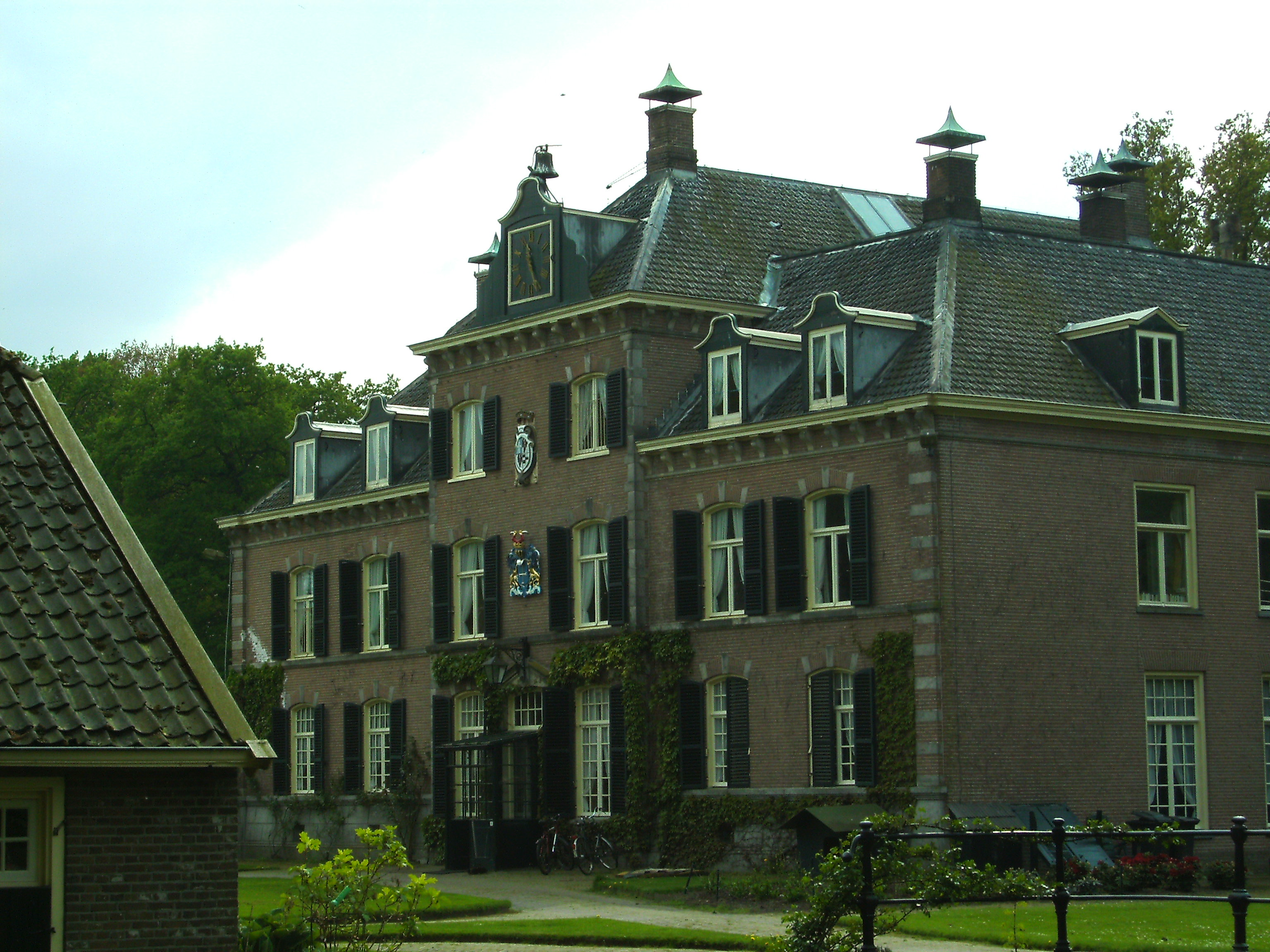
Schoonheten Manor
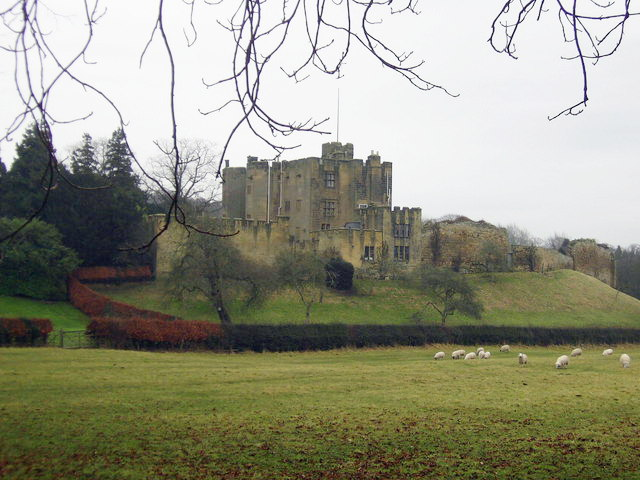
Bothal Castle
Aldenburg-Bentinck, grevar av tysk-romerska riket [1]
Cavendish-Bentinck, hertigar av Portland